# 2008년 대한민국의 베스트셀러 목록
다음은 2008년 대한민국의 베스트셀러 목록이다. 

## 종합
1. 시크릿(양장본 HardCover)
2. 하악하악: 이외수의 생존법
3. 네가 어떤 삶을 살든 나는 너를 응원할 것이다(양장본 HardCover)
4. 마시멜로 두 번째 이야기(양장본 HardCover)
5. 해커스 토익 Reading(해설집포함)
6. 서른살이 심리학에게 묻다
7. 즐거운 나의 집
8. ENGLISH RESTART BASIC
9. 구해줘(2판)
10. 사랑하기 때문에
11. 해커스 토익 Listening
12. 개밥바라기별(양장본 HardCover)
13. 몰입
14. 해커스 토익 보카(무료 단어암기 TEST, 무료학습자료 제공)
15. 꿈꾸는 다락방(양장본 HardCover)
16. 로드(THE ROAD)(양장본 HardCover)
17. 마지막 강의(양장본 HardCover)
18. ENGLISH RESTART ADVANCED 1 :스피킹편
19. 눈먼 자들의 도시(양장본 HardCover)
20. 나쁜 사마리아인들
21. 연을 쫓는 아이(개정판)
22. 그래도 계속 가라(양장본 HardCover)
23. 리버보이
24. 20대 공부에 미쳐라
25. 달콤한 나의 도시
26. 바람의 화원 1
27. 여자라면 힐러리처럼
28. 해커스 토익 스타트 READING(초보토익 4주완성)
29. 와인의 세계, 세계의 와인 1: 와인의 세계(이원복 교수의)
30. 무지개 원리: 스마트 버전(양장본 HardCover)
31. 공중그네
32. 렘브란트의 유령
33. 당신 거기 있어줄래요
34. 술취한 코끼리 길들이기
35. 완득이(양장본 HardCover)
36. 스타일
37. 설득의 심리학 1
38. 토마토 베이직: READING(토익이 가벼워지는)(단어암기장1권포함)
39. 마시멜로 이야기
40. 당신의 조각들
41. 이기는 습관
42. 마이크로트렌드(양장본 HardCover)
43. 친절한 복희씨
44. HACKERS VOCABULARY(해커스 보캐블러리)
45. 끌림
46. 천 개의 찬란한 태양
47. 버리고 갈 것만 남아서 참 홀가분하다(양장본 HardCover)
48. ENGLISH RESTART ADVANCED 2 : 리딩편
49. 1일 30분
50. Basic Grammar in Use : With Answers (2/e(한국어판)
51. 설득의 심리학 2
52. 흐르는 강물처럼(반양장)
53. 배려
54. 더 내려놓음
55. 토마토 베이직: LISTENING(토익이 가벼워지는)
56. 파피용
57. HACKERS TOEFL READING (iBT)
58. 사랑해 사랑해 사랑해(아기 그림책 보물창고 1)(양장본 HardCover)
59. 네이티브는 쉬운영어로 말한다: 일상회화편(MP3CD1장포함)(5분 English 시리즈)
60. 마법천자문 16
61. 생각의 탄생(양장본 HardCover)
62. 현영의 재테크 다이어리
63. 10미터만 더 뛰어봐
64. 연금술사
65. 왜 나는 너를 사랑하는가(개정판)(양장본 HardCover)
66. 허영만 꼴 1: 얼굴을 보고 마음을 읽는다(허영만의 관상만화 시리즈)
67. 세계지도(세상에서 가장 재미있는)(강력추천 세계 교양 지도 1)
68. 바보처럼 공부하고 천재처럼 꿈꿔라(청소년 롤모델 시리즈 1)
69. 지식 e SEASON 2
70. 아내가 결혼했다(제2회 세계문학상 당선작)
71. 버전업 굿모닝 독학일본어 첫걸음(개정판)(CD2장포함)
72. 해커스 그래머 스타트: 시험 대비 기본 영문법
73. 경제학 콘서트 1
74. 젊음의 탄생
75. 해리포터와 죽음의 성물 제7권(4)
76. 오늘 더 사랑해
77. 사랑을 믿다 (제32회 이상문학상 작품집 2008년)
78. 신화는 없다
79. 시골의사의 주식투자란 무엇인가 1: 통찰 편
80. 내려놓음
81. HACKERS TOEFL LISTENING(iBT)(CD1장포함)
82. 나는 침뜸으로 승부한다(개정판 2판)
83. 사랑하라 한번도 상처받지 않은 것처럼
84. 한권으로 읽는 조선왕조실록
85. 경제상식사전(개정판 3판)(경제용어집1권포함)
86. 경제학 콘서트 2
87. 진짜가 되는 곳이 진짜다(양장본 HardCover)
88. 바리데기(양장본 HardCover)
89. 반 고흐 영혼의 편지 1(개정판)
90. 1% 행운
91. 시골의사의 부자 경제학
92. 비서처럼 하라
93. 긍정의 힘
94. 잘되는 나
95. 20대 나만의 무대를 세워라(반양장)
96. 시크릿(어린이를 위한)
97. 책 먹는 여우(양장본 HardCover)
98. 스케치 쉽게 하기
99. 살아 있는 것은 다 행복하라
100. HACKERS TOEFL WRITING (iBT)(CD2장포함)

## 같이 보기
- 대한민국의 베스트셀러